# زمرین
زمرین (به عربی: زمرین) یک منطقهٔ مسکونی در سوریه است که در منطقه الصنمین واقع شده‌است. زمرین ۲٬۰۴۸ نفر جمعیت دارد.